# Hockey 5
El hockey 5 es un formato reducido del hockey sobre césped que presenta un juego rápido, vistoso y adaptable con un conjunto de reglas simplificadas. Se juegan dos tiempos de diez minutos, con un descanso de dos minutos entre cada tiempo. En el campo de juego hay cinco jugadores por lado, incluido el arquero. Se permiten cuatro jugadores sustitutos, con cambios ilimitados.

## Implementación
Fue implementado en la segunda edición de los Juegos Olímpicos de la Juventud, en Nanjing 2014, y estuvo presente en Buenos Aires 2018.

## Campo de juego
El campo de juego es rectangular, con 55 metros de largo y 41,70 de ancho. Sin embargo, para los Juegos Olímpicos de la Juventud, la medida recomendada es de 48 metros de largo y 31,76 metros de ancho. Las tablas que rodean el perímetro de la cancha tienen una altura de 25 centímetros.

## Sanciones
- Tarjeta verde:

Implica un minuto de suspensión para el jugador sancionado. La excepción radica en que si quien recibió la tarjeta es el arquero, el equipo puede optar por elegir un jugador de campo para que el arquero permanezca en cancha. En caso de que el equipo contrario al sancionado anote un gol, el jugador que recibió la tarjeta puede volver a ingresar al campo de juego pese a no haber cumplido el minuto de suspensión.
- Tarjeta amarilla:

Implica la suspensión temporaria del jugador por el lapso de dos minutos. En caso de reiterarse la tarjeta amarilla o de producirse una falta física -por ejemplo, un quite con deslizamiento-, la sanción será de cuatro minutos.

## Tiro Challenge
Se sanciona por una falta cometida en mitad de cancha y en forma intencional a un jugador que tenga la posibilidad de tirar al arco o que tenga la posesión de la pelota. EL jugador atacante pone la bocha en la línea de 11 metros mientras que el arquero debe arrancar posicionado sobre la línea de gol. Todos los jugadores excepto quien ejecute el challenge y el arquero que lo defiende deben estar parados detrás de la línea de mitad de cancha. Una vez que el atacante inicia la acción del 1 vs 1, los demás jugadores pueden sumarse a la acción. Para que el gol valga, la pelota tuvo que haber recorrido cuatro metros.

## Juego pasivo
Si el árbitro identifica que un equipo está haciendo tiempo o no tiene la intención de atacar, cobrará en contra.